# 39 г. пр.н.е.
39 (тридесет и девета) година преди новата ера (пр.н.е.) е обикновена година, започваща в петък, събота или неделя, или високосна година, започваща в събота по юлианския календар.

## Събития

### В Римската република
- Консули на Римската република са Луций Марций Цензорин и Гай Калвизий Сабин. Суфектконсули стават Гай Кокцей Балб и Публий Алфен Вар.
- Марк Агрипа е назначен за квиндецимвир.[1]
- През лятото:
  - Договор от Мизен. Сключеният между Секст Помпей и членовете на триумвирата пакт гарантира на първия власт над Сицилия, Корсика, Сардиния и бъдеща такава над Ахея, правото на консулство в отсъствие през 37 г. пр.н.е. и жречески сан, в замяна на което той се задължава да вдигне морската си блокада на Италия и оттегли войниците си, да подсигури доставки на зърно. На всички заточени и прогонени, с изключение на убийците на Юлий Цезар, поради връзките си със Секст е позволено да се завърнат по домовете си, но на тези които са били проскрибирани се връща една четвърт от конфискуваното им имущество.[2]
- Марк Антоний и Октавия Младата отпътуват за Изтока и се установяват в Атина.[3]
- Публий Вентидий Бас разбива Квинт Лабиен и партите в Тавърските планини. Лабиен е заловен и убит в Киликия[3]

## Родени
- Антония Старата, първата дъщеря на Марк Антоний и Октавия (умряла преди 25 г.)
- 30 октомври[1] – Юлия Старата, единственото дете на Гай Юлий Цезар Октавиан (умряла 14 г.)

## Починали
- Квинт Лабиен, римски военачалник